# 拜耳
拜耳股份公司（德語：Bayer AG，/ˈbaɪər/；德語發音：[ˈbaɪ̯ɐ]）是一家德國製藥及化工跨國集團（康采恩），主要專業領域為醫療保健與作物科學，德国股票指数DAX的成分公司，世界500强之一。其總部位于德國勒沃库森，最著名的產品是阿斯匹林，這也是該公司最早開發的產品。美國生物技術公司孟山都為旗下部門。

## 歷史
拜耳集團是一家全球性企業，核心競爭力在於醫療保健、營養品及高科技材料。拜耳集團通過策略性改組，集中於富有潛力、機動性和獨立性的三大事業群——醫療保健、作物科學及材料科技，並由三家服務公司提供支援。拜耳集團的各營運公司以其卓越貢獻，推動未來市場的發展。2006年的年營業額高達一兆一千六百億新台幣。拜耳集團以創新發明著稱。

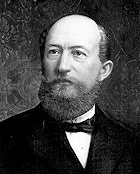
弗里德里希‧拜耳

拜耳集團發跡於德國。1863年8月1日，商人弗里德里希·拜耳（Friedrich Bayer）與顏料大師約翰·弗里德里希·威斯考特（Johann Friedrich Weskott）在今天德國烏帕塔的巴門（Barmen）創建了一家顏料公司──「弗里德里希·拜耳公司」（Friedr. Bayer et comp.）。1912年，公司遷往德國萊茵河畔的勒沃库森。1925年拜耳與其他公司合併為法本公司，是當時歐洲最大的化學公司，並在納粹時期的集中營裡經營化學勞動工廠和進行藥品的有關實驗，生產著名的稱作齊克隆B的滅絕用毒氣，納粹垮台後旗下密切的法本被拆散，拜耳重新以獨立公司存在，現在，利華古遜依然是拜耳集團總部所在地。今日，拜耳集團350個分支機構幾乎遍佈世界所有的國家和地區。至今，拜耳集團全球員工已經超過十萬人。
拜耳有很多重大的发明，包括阿司匹林、海洛英、美沙酮、百浪多息、芥子毒气、塔崩、环丙沙星、伐地那非、聚氨酯、聚碳酸酯、毒鼠強、苏拉明、巴拉松及残杀威等。
2014年5月6日拜耳斥資142億美元收購默克藥廠旗下消費者醫療保健業務，其中包括抗過敏藥物開瑞坦（Claritin）和鼻血管收縮藥阿氟林（Afrin）、治療便秘藥物MiraLAX、爽健（Dr. Scholl）足部護理產品，以及抗真菌藥物Lotrimin和Tinactin等。。
2016年5月23日，拜耳發表聲明，將以每股作價122美元，斥資620億美元現金收購孟山都。同年9月6日，拜耳提高對孟山都的收購價，每股現金作價由之前的125美元，上調至每股127.5美元，斥資650億美元現金收購孟山都。9月14日，孟山都同意接受拜耳以每股128美元，斥資660億美元（約5148億港元）現金收購價，收購完成後新公司將會成為全球最大種子及殺蟲劑生產商。
2017年10月13日，拜耳以59億歐羅（70億美元）現金出售旗下LibertyLink品牌種子業務和Liberty除草劑業務的大部分股權給巴斯夫。
2018年4月16日拜耳向淡馬錫出售 3.6%股權集資30億歐元（約37億美元）
2018年6月7日，拜耳完成对孟山都的收购，成为孟山都的唯一股东，新公司延用拜耳为公司名，具有117年历史的“孟山都”则不再作为公司名使用，而是成为拜耳资产中的一个组成部分，並在完成對巴斯夫的拜耳作物科學出售案前，孟山都將暫時獨立運作。
2019年5月14日拜耳以5.5億美元出售防曬品牌Coppertone給拜爾斯道夫
2019年7月23日拜耳以5.85億美元出售足部護理品牌爽健（Dr. Scholl’s）北美業務給美國投資企業Yellow Wood Partners
2019年8月6日拜耳和朗盛以35億歐元（合39億美元）出售各持有60%和40%股權的化工園區營運合資公司Currenta給麥格理基礎設施和房地產（MIRA）所管理的基金。
2019年8月20日拜耳以76億美元出售旗下的動物保健部門給美國Elanco Animal Health，拜耳將獲得53億美元現金和價值23億美元的Elanco股票，相當於18.2%股份
2020 年 8 月，拜耳宣布以 4.25 億美元收購了 KaNDy Therapeutics Ltd，幫助推動其女性醫療保健業務。
2020年10 月，拜耳同意以 20 億美元的預付款收購 Asklepios BioPharmaceuticals。
2021 年 6 月，拜耳公司宣布收購 Noria Therapeutics Inc. 和 PSMA Therapeutics Inc.，獲得了許多基於錒225 的癌症研究化合物的權利。
2021年8月，拜耳公司以高達 20 億美元的價格收購開發小分子療法的臨床前腫瘤生物技術公司Vividion Therapeutics，後者於 2021 年 6 月提交IPO申請。

## 拜耳十字

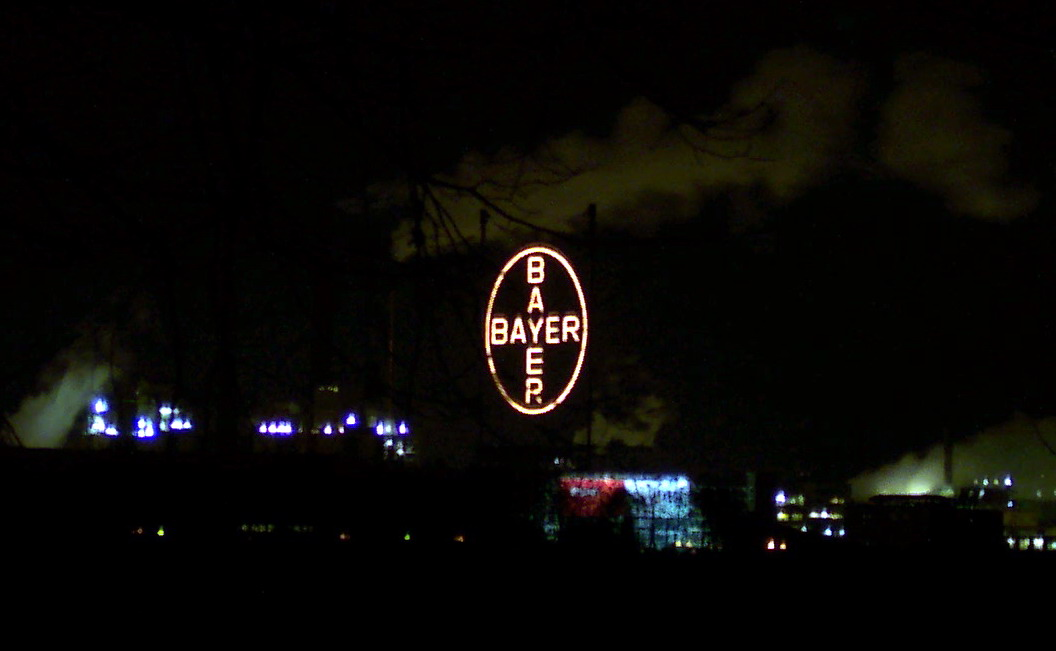
晚上的拜耳十字

拜耳十字是拜耳公司的标志，1904年起开始使用。拜耳十字由横排和豎排的“拜耳”（BAYER）拉丁字母组成，两个词共用一个"Y"字母，最外面为一个圆圈。拜耳总部在勒沃库森有一个大的霓虹灯标志。这个1958年安装的拜耳十字是世界上最大的霓虹灯广告。

## 拜耳屬下子集團
- 拜耳製藥工程（Pharmaceutical）
  - 滇虹药业[6]
- 拜耳健康（Consumer Health）
- 拜耳作物科學（Crop Science）
  - 美國孟山都（Monsanto Company）
- 拜耳動物健康（Animal Health）

## 拜耳屬下服務公司
- 拜耳科技服務公司（Bayer Technology Services GmbH）
- 拜耳工業服務公司／科倫塔公司（Bayer Industry Services GmbH & Co. OHG / Currenta GmbH & Co. OHG）
- 拜耳商業服務公司（Bayer Business Services GmbH）

## 外部連結
- （英文）Bayer – Global Home （页面存档备份，存于）
- （英文）香港拜耳材料科技有限公司 （页面存档备份，存于）
- （中文）香港拜耳醫療保健有限公司
- （中文）台灣拜耳股份有限公司 （页面存档备份，存于）
- （中文）台灣拜耳醫療保健事業群官網
- （中文）台灣拜耳醫療保健事業群-西藥部官網[永久]
- 張寧：〈阿司匹靈在中國─民國時期中國新藥業與德國拜耳藥廠間的商標爭訟 （页面存档备份，存于）〉。